# Grzegorz Jan Zdziewojski
Grzegorz Jan Zdziewojski herbu Prus III (ur. 10 marca 1609 w Łasku, zm. ok. 1670 lub ok. 1685 w Kętach) – duchowny katolicki, poeta, kaznodzieja,  kontrreformator, doktor teologii, absolwent Akademii Krakowskiej i Uniwersytetu la Sapienza, propagator kultu św. Jana Kantego.

## Życiorys
Urodził się w rodzinie ziemiańskiej. Jego ojcem był Jakub, notariusz apostolski. Od 1626 był na służbie Gabora Bethlena, wojewody Siedmiogrodu. W 1628 zapisał się na Akademię Krakowską. Święcenia prezbiteratu przyjął 3 marca 1635 roku. W 1638 tytułował się już doktorem filozofii. Pełnił obowiązki m.in. wikariusza w Łasku, proboszcza w Wilamowicach, Pisarzowicach i Tłuczani, prebendarza w Kętach. Między 1639 a 1641 opublikował cztery dzieła, w tym Dakrysis Patriae, poświęcone miejscowości swojego urodzenia.
Został zamordowany w swoim mieszkaniu przy kościele pw. Św. Krzyża w Kętach przez Klemensa Głasa. Morderca chciał upozorować samobójstwo poety.

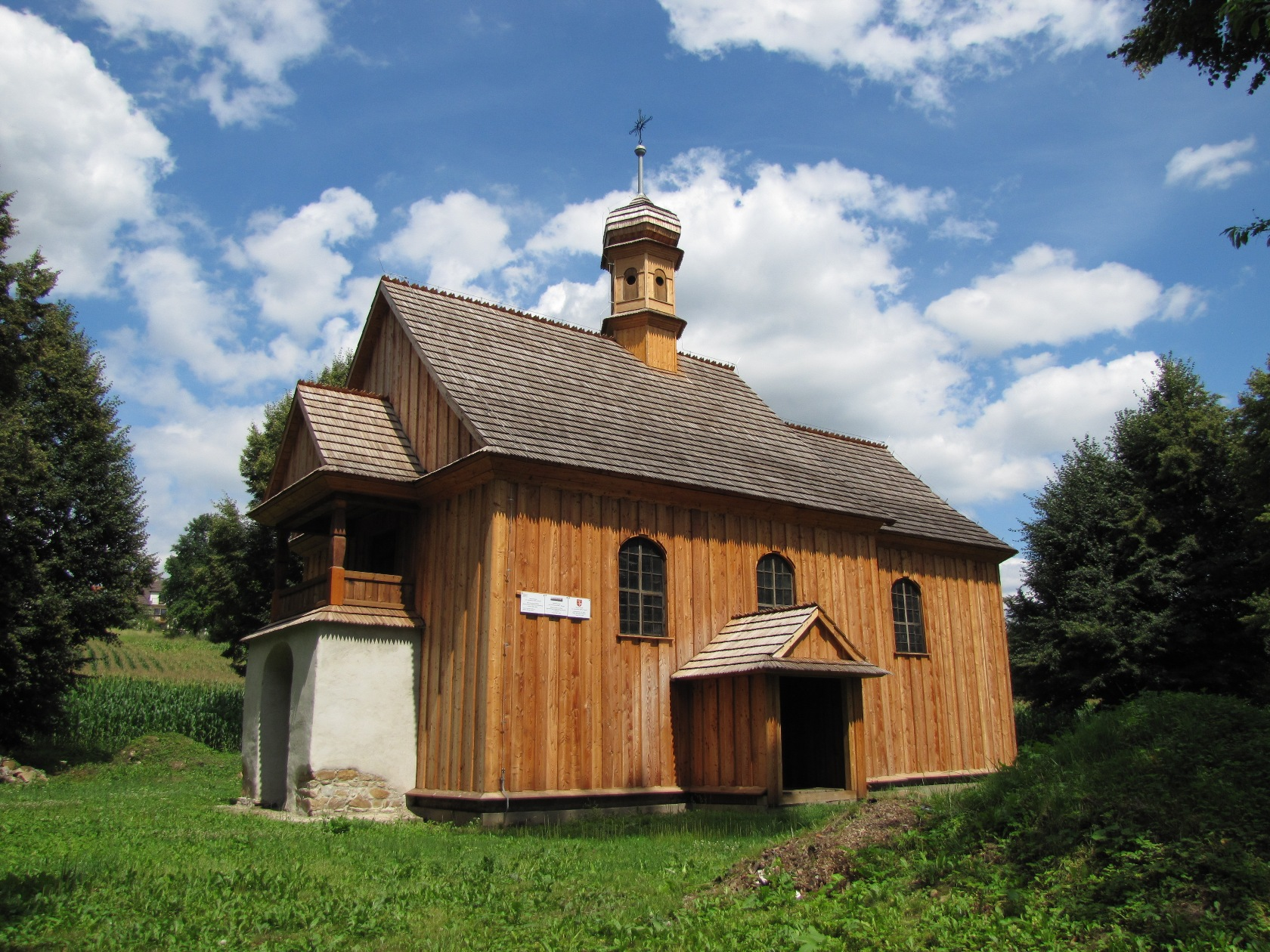
Kościółek z 1664 roku w Tłuczani. Ufundowany przez Grzegorza Jana Zdziewojskiego.

Fundował kościoły, kaplice, zakładał biblioteki, wspierał biednych i chorych, fundował stypendia dla niezamożnej młodzieży.